# Wiardus Willem Hopperus Buma (1865-1934)
Wiardus Willem Hopperus Buma (Leeuwarden, 4 februari 1865 - Diepenveen, h. Clooster, 25 december 1934) was een Nederlands burgemeester.

## Leven en werk
Hopperus Buma was een zoon van Mr. Bernhardus Hopperus Buma (1826-1892) en jkvr. Clara Tjallinga Aedonia van Eysinga (1823-1898). Hij trouwde in 1893 met Petronella Johanna Alberta Diewerdina (Nel) ter Haar (1868-1933), dochter van ds. Barend ter Haar. Uit dit huwelijk werd onder anderen zoon Barend Hopperus Buma geboren.
Hij was luitenant bij de schutterij (1890-1898) en bewoonde met zijn gezin het Burmaniahuis in Leeuwarden. In 1898 werd hij benoemd tot burgemeester van Hennaarderadeel. Hij liet in Wommels een villa bouwen op een terrein uit de nalatenschap van zijn moeder, waar tot 1872 de Sminia State stond.
Hopperus Buma behoorde tot de vrijzinnig liberalen en had het in de gemeenteraad geregeld aan de stok met de orthodoxen. De strijd tussen de orthodoxen en vrijzinnigen in de gemeente escaleerde toen Jan Ankerman predikant werd. De schoolstrijd laaide op en in de raad ontstond onenigheid over de vraag of zittingen met gebed moesten worden geopend. In 1902 werd Hopperus Buma benoemd tot kerkvoogd (scriba). De kerkvoogden stonden niet achter de dominee en de kerkenraad was tegen de burgemeester, de spanningen liepen uiteindelijk zo hoog op dat de burgemeester ontslag vroeg. Hij kreeg per 1 september 1905 eervol ontslag en verhuisde naar Heemstede. Hij liet zijn villa in Wommels afbreken en in Heemstede weer opbouwen. 
Later woonde Hopperus Buma bij een zoon in Diepenveen, waar hij op 69-jarige leeftijd overleed. Hij werd begraven op de begraafplaats van de familie Buma in Weidum.